# Frank A. Meyer
Frank A. Meyer (Biel/Bienne, 6 de enero de 1944) es un periodista y ensayista suizo y jefe de la empresa suiza Ringier. Él es conocido por sus críticas en contra de políticos de la derecha suiza.
- Datos: Q116103